# Karol Karski

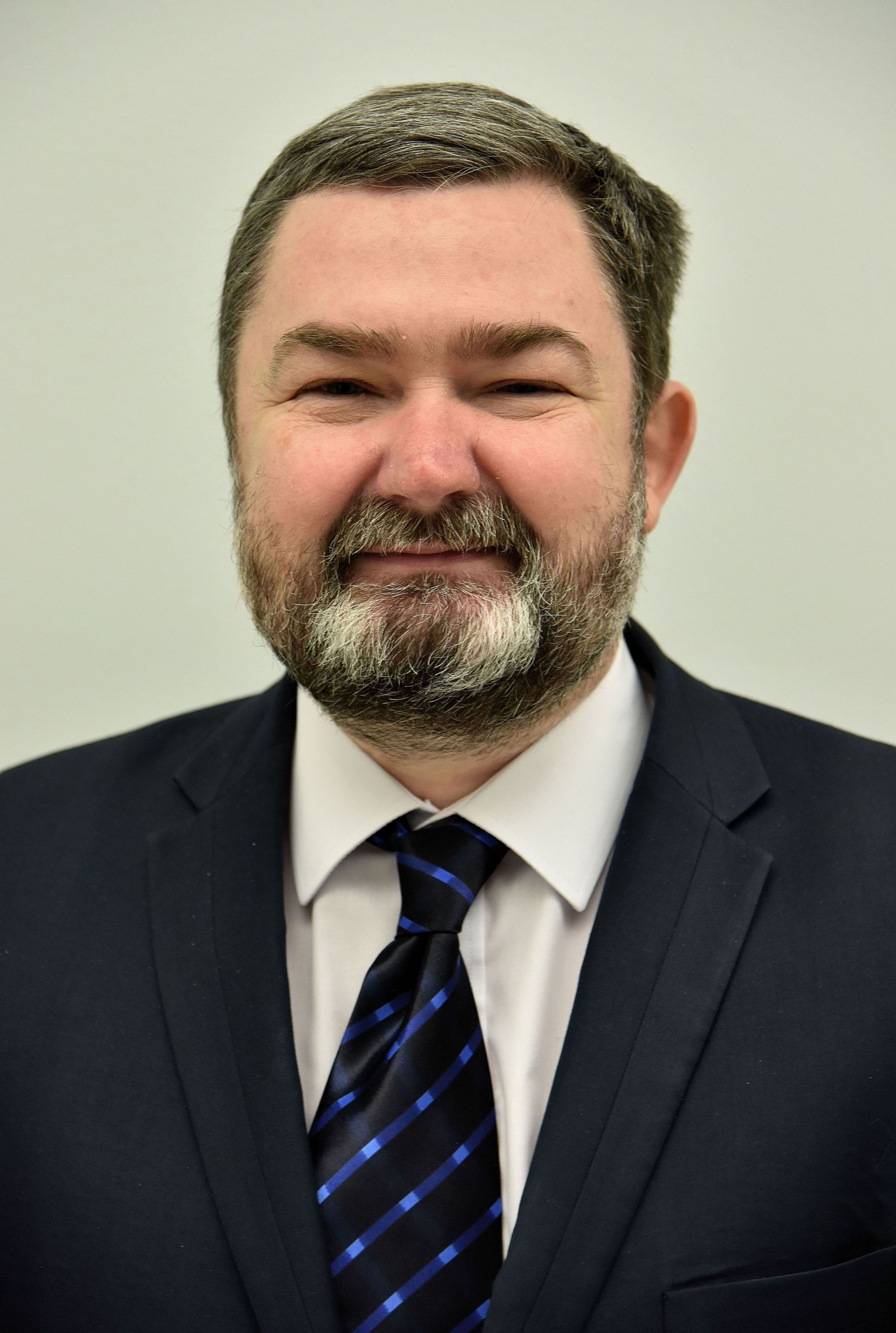
Karol Karski (2016)

Karol Adam Karski (* 13. Mai 1966 in Warschau) ist ein polnischer Politiker und Rechtswissenschaftler.  Ab 2005 war er Abgeordneter des Sejm in der V. und VI. Wahlperiode. Er fungierte als Staatssekretär im Außenministerium in der Regierung Jarosław Kaczyńskis und war von 2014 bis 2024 Mitglied des Europäischen Parlaments.

## Leben
1990 beendete er das Studium der Rechtswissenschaften an der Fakultät für Rechts- und Verwaltungswissenschaften der Universität Warschau. 1991 beendete er das Studium am Institut für Internationale Beziehungen an der Universität Warschau. 1998 promovierte er auf Grundlage der Doktorarbeit mit dem Titel "Der Zerfall der Sowjetunion und das Völkerrecht". Er absolvierte auch  Aufbaustudien an der Akademie des Völkerrechts in Den Haag (1990) und an der Akademie des Europarechts in Florenz (1992). 2011 erfolgte die Habilitation. 2023 erhielt er den Professorentitel. Er lehrt in Warschau und Białystok.
Seit 1990 war er wissenschaftlicher Assistent am Institut für Internationales Recht der Universität Warschau, wo er auch als Adjunkt in der Abteilung für Völkerrecht tätig war. Er hielt Vorlesungen in den Bereichen Völkerrecht und Europarecht. Er übte auch das Amt des stellvertretenden Vorsitzenden des Rats des Polnischen Instituts für Internationales Recht. Er ist Autor vieler wissenschaftlicher Publikationen im Bereich Internationales Recht und Europarecht und ist Mitglied des Vorstandes der Polnischen Gruppe der International Law Association (ILA).
Noch vor dem Beginn seines Studiums trat er dem parteinahen Zrzeszenie Studentów Polskich (Verband der Polnischen Studenten - ZSP). Nach Angaben von Włodzimierz Czarzasty war er in dieser Organisation in der zentralen Leitungsebene aktiv, unter anderem Vorsitzender der Hauptrevisionskommission. Karol Karski streitet dies ab. Wegen seiner Tätigkeit im ZSP wurde er am 7. März 2001 von Präsident Aleksander Kwaśniewski mit dem Goldenen Polnischen Verdienstkreuz ausgezeichnet.
1988 wurde er auf Empfehlung des ZSP Mitglied der Rada Narodowa des Warschauer Stadtteils Żoliborz.
Ab 1994 war er als Kommunalpolitiker in Warschau aktiv. Er war Stadtrat der Gemeinde Warszawa-Centrum und des Stadtteils Żoliborz. In den Jahren 1994 bis 1998 war er Stellvertretender Vorsitzender des Sejmik der Woiwodschaft Warschau. Seit 2002 war er Mitglied des Stadtrats von Warschau, war dessen Stellvertretender Vorsitzender (2002 bis 2005) und Vorsitzender (2005). Er bekleidete von 2004 bis 2005 das Amt des Vizepräsidenten des Regionenkomitees der Europäischen Union.
Włodzimierz Czarzasty und dem Tygodnik Powszechny zufolge war er Mitglied der Vereinigung "Ordynacka",  einer Vorfeldorganisation des Sojusz Lewicy Demokratycznej. Diese gilt als Kaderschmiede der Postkommunisten. Er war bis 2000 in der Mitte-rechts Partei Porozumienie Centrum aktiv. Danach trat er der AWS bei und wurde später Mitglied der Prawo i Sprawiedliwość,  wo er seit 2006 Funktionär für Parteidisziplin ist.
Bei den Parlamentswahlen 2005 wurde er für den Wahlkreis Warschau über die Liste der PiS in den Sejm gewählt. Er erzielte 2.953 Stimmen. Im Sejm der V. Wahlperiode übte er das Amt des Vorsitzenden der Kommissionen für EU Angelegenheiten sowie für die Überarbeitung des Präsidialentwurfes für ein Lustrationsgesetz. Karski war auch Vorsitzender der Außerordentlichen Sejm Kommission für die erste Novellierung der Polnischen Verfassung. Er beschäftigte sich dabei mit Verfahren und Zulässigkeit von Auslieferungen, insbesondere der Ausführung des Europäischen Haftbefehl und den Grundsätzen der Zusammenarbeit Polens mit dem Internationalen Strafgerichtshof. Er war Vorsitzender der Delegation des Sejm sowie des Senats zur Parlamentarischen Versammlung des Europarates. In den Jahren 2006 bis 2007 war er Stellvertretender Vorsitzender der Unterkommission dieser Versammlung für den Kampf gegen Verbrechen und Terrorismus. 2007 wurde er zum stellvertretenden Vorsitzenden der Parlamentarischen Versammlung. Er ist Mitglied des Rats des Ständigen Forums für Polnisch-Deutsche Zusammenarbeit. Vom 6. September bis zum 21. November 2007 war er Staatssekretär im Außenministerium.
Bei den Parlamentswahlen 2007 wurde er mit 3.524 Stimmen zum zweiten Mal Abgeordneter für die PiS. In der IV. Wahlperiode war er erneut Mitglied des Präsidiums der PiS Fraktion. Er war Stellvertretender Vorsitzender der Sejm-Kommission für Äußere Angelegenheiten und Mitglied der Sejm-Kommission für EU Angelegenheiten.
Bei der Europawahl 2014 wurde Karski ins Europäische Parlament gewählt. Bei den Europawahlen 2024  kandidierte er ein weiteres Mal auf der Liste der PiS, konnte aber sein Brüsseler Mandat nicht verteidigen.
Ihm wurde die Ehrendoktorwürde der Philosophie der Nationalen Pädagogischen Dragomanov-Universität in Kiew, am 2. Oktober 2015 verliehen. Weiterhin ist er Honorarprofessor der WIUU Wisconsin International University Ukraine und Inhaber der Dragomanov-Medaille für europäische Kommunikation.
Gegen Karski wurde im Herbst 2024 in Sachen Collegium Humanum - Warsaw Management University ermittelt.